# Accidente del Costa Concordia
El siniestro del crucero italiano Costa Concordia, que incluye el choque y el posterior encallamiento y hundimiento parcial, sucedió el viernes 13 de enero de 2012, después de chocar contra una roca de la costa italiana. El barco naufragó frente a la isla de Giglio (de poco más de 1500 habitantes), en Toscana, lo que requirió la evacuación de las 4229 personas a bordo; el número de rescatados superó la capacidad de hospedaje de la pequeña isla, y, en ausencia de otras viviendas, las autoridades abrieron las puertas de los colegios, guarderías infantiles, hoteles e iglesias.
32 personas murieron, entre pasajeros y tripulación, 64 personas resultaron heridas (tres de ellas de gravedad). El capitán, Francesco Schettino, y el primer oficial, Ciro Ambrosio, fueron arrestados bajo sospecha de homicidio involuntario después de navegar mucho más cerca de la orilla de lo permitido. Schettino fue posteriormente liberado el 5 de julio, y finalmente condenado a 16 años de cárcel por el Tribunal Supremo de Italia.
La nave fue adrizada con éxito a mediados de septiembre de 2013 en una operación sin precedentes en la historia naval, para ser posteriormente reflotada en 2014, trasladada al desguace y desguazada totalmente en 2017. El complejo rescate, del que participó un equipo de 500 técnicos y 30 naves, costó 600 millones de euros, y representa un hito en la historia de los cruceros.
El Concordia entró al servicio de Costa Cruceros el 7 de julio de 2006, siendo el barco más grande construido en Italia hasta ese momento, y costó 450 millones de euros. Con sus 114 500 toneladas, es el naufragio de mayor tonelaje de la Historia y los analistas del sector estiman que se trata de un siniestro total.

## Naufragio

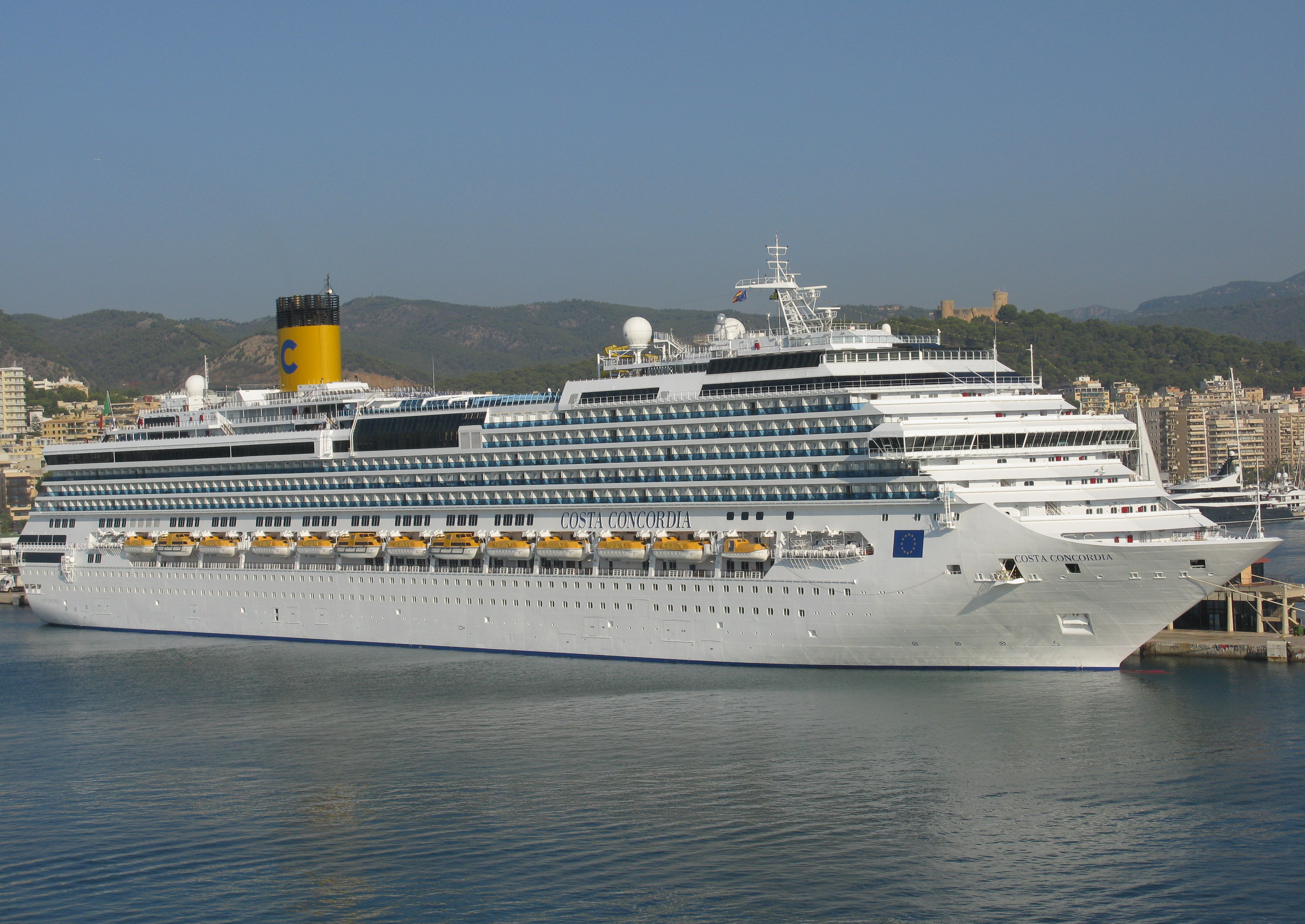
Vista de perfil del Costa Concordia en Palma de Mallorca en septiembre de 2011, unos meses antes del accidente.

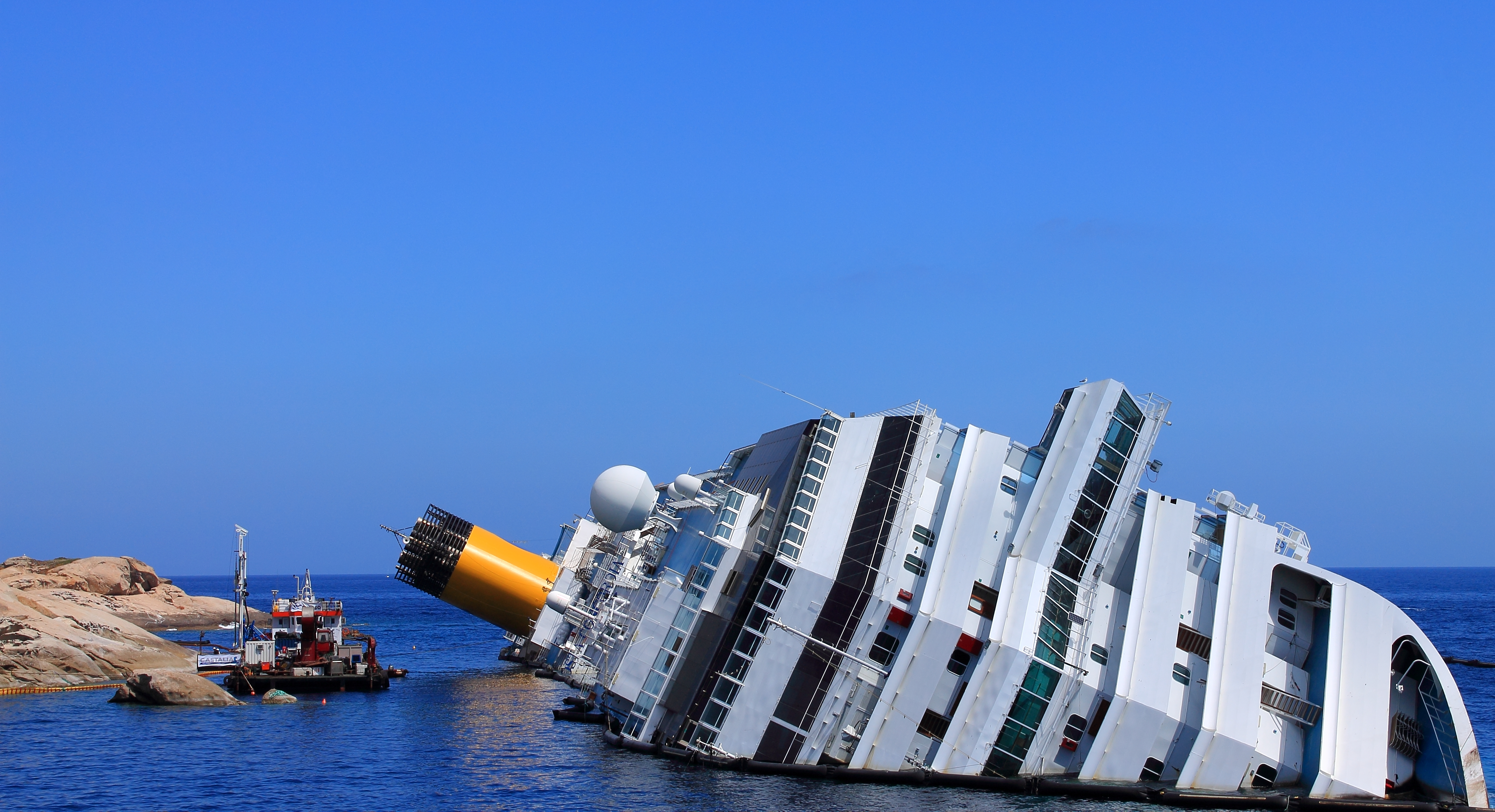
Imagen icónica del Costa Concordia de costado tras el accidente.

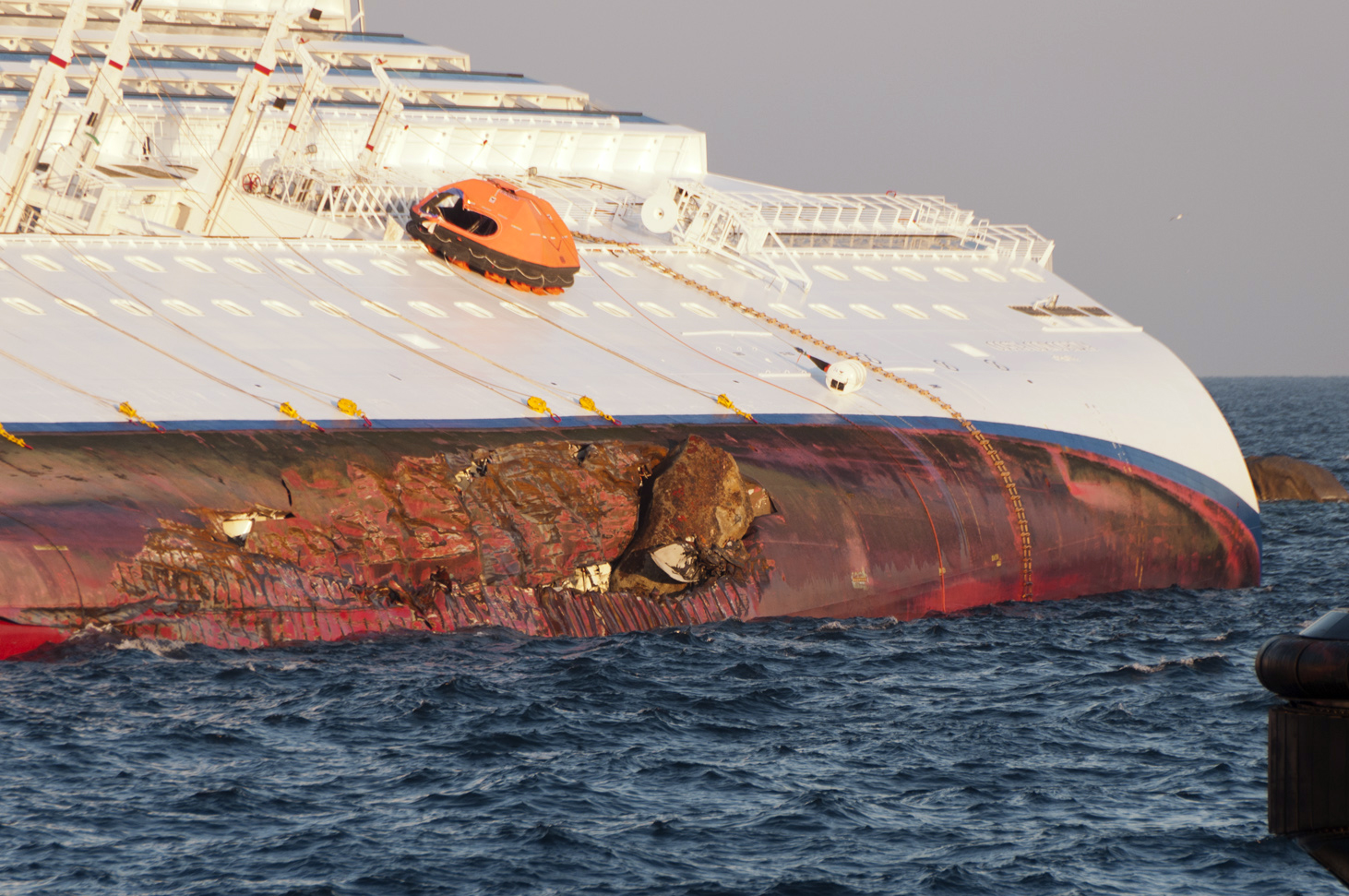
Parte del casco del Costa Concordia tras el choque.

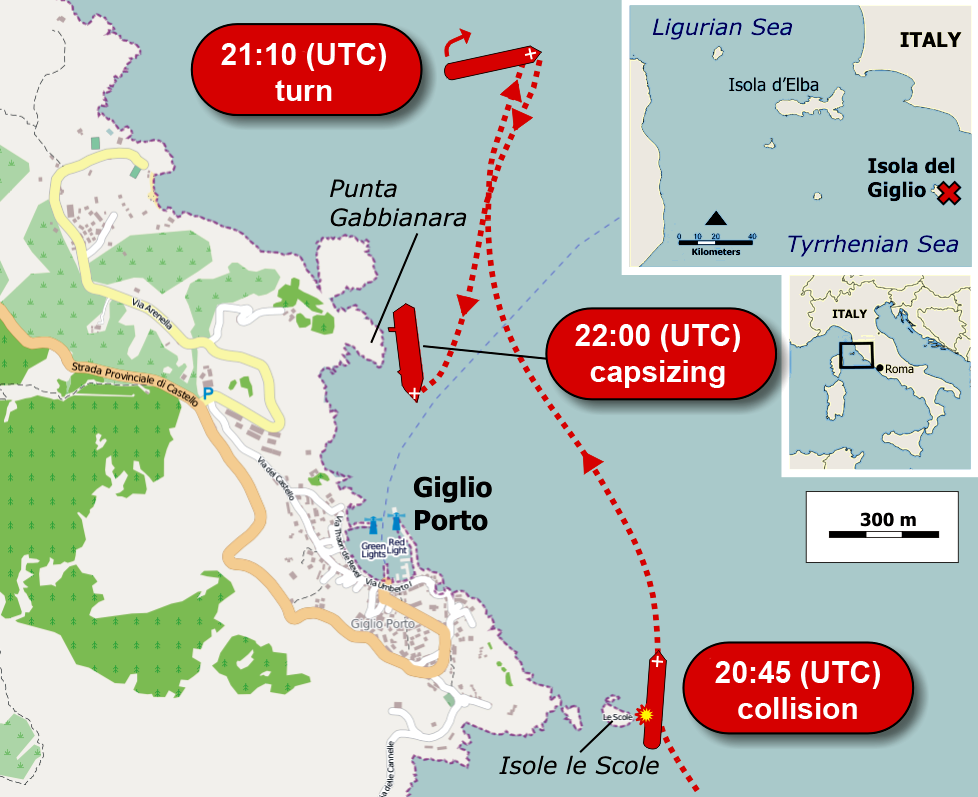
Mapa de la ruta seguida tras la colisión del Costa Concordia (en inglés).

A principios de enero del año 2012 el Costa Concordia tenía programado un viaje de una semana por el mar Mediterráneo haciendo escalas en Savona, Marsella, Barcelona, Palma de Mallorca, Cagliari y Palermo.
En la noche del 13 de enero de 2012 el Costa Concordia, con 3.206 pasajeros y 1.023 tripulantes a bordo, navegaba frente a la isla del Giglio cuando el costado de babor del barco chocó contra un arrecife a las 21:42 o 21:45 hora local. El arrecife está cartografiado como un área conocida como Le Scole ('las rocas' en el dialecto local), a unos 800 metros al sur de la entrada al puerto de Giglio Porto, en la costa este de la isla.
El punto de impacto inicial se encontraba a 8 metros bajo el agua en Scola Piccoia ('pequeña roca'), la roca más expuesta al mar de Le Scole, que abrió un corte de 35 metros en el costado de babor del Costa Concordia debajo de la línea de flotación. El impacto cortó dos largas tiras de acero del casco del barco; estas fueron encontradas más tarde en el fondo del mar a 92 y 96 metros de la isla. Unos minutos después del impacto, el jefe de la sala de máquinas advirtió al capitán del barco, Francesco Schettino, que el casco tenía un desgarro irreparable de 35 metros a través del cual entró agua y sumergió los generadores y motores.
Sin propulsión y sin energía eléctrica de emergencia, el Costa Concordia se movió por inercia y por la configuración de sus timones, y continuó hacia el norte desde Le Scole hasta mucho más allá de Giglio Porto. El capitán Schettino dijo que varios instrumentos no funcionaban. Los informes difieren sobre si el barco se inclinó hacia babor poco después del impacto y cuándo comenzó a inclinarse hacia estribor. A las 22:10, el Costa Concordia giró hacia el sur. El barco se inclinó a estribor, inicialmente unos 20°, y se detuvo a las 22:44 en Punta Gabbianara en unos 20 metros de agua con un ángulo de escora de unos 70°. Schettino atribuyó el encallamiento final del barco en Punta Gabbianara a su propio esfuerzo por maniobrarlo allí; por el contrario, el 3 de febrero, el jefe de la Guardia Costera italiana testificó que el encallamiento final del buque podría no haber estado relacionado con ningún intento de maniobrar el barco y que podría simplemente haber ido a la deriva por los vientos predominantes esa noche. En esta posición se pudo observar una brecha de 48,8 metros (160 pies) en el lado de babor, y una gran roca incrustada en el casco del navío.
Un funcionario local dijo que el barco se había desviado de su curso esperado, posiblemente para dar a los pasajeros una vista nocturna del puerto de Giglio, en la costa este de la isla. Además, el capitán admitió que se encontraba navegando sin el sistema de navegación computarizado del barco: "estaba navegando a la vista, ya que conocía el fondo del mar en esa zona muy bien, había hecho ese movimiento unas tres o cuatro veces". Costa Cruceros luego confirmó que "no era una ruta (definida por la computadora) para pasar por Giglio". El director ejecutivo de Costa Cruceros, Pier Luigi Foschi, explicó que todos los navíos tienen una ruta programada por computadora y alarmas, tanto visuales como sonoras, que se activan "si el barco se desvía por cualquier motivo de la ruta almacenada en la computadora y controlada por el GPS", pero que estas alarmas podían ser desactivadas "manualmente".
Se alegó más tarde que Schettino se acercó a Giglio a petición del chef del Concordia, por ser oriundo de allí.
El barco perdió el fluido eléctrico en las cabinas poco tiempo después de la colisión inicial, al haberse inundado la sala de generadores diésel. La cámara del barco muestra la última actualización el 13 de enero a las 20:31 GMT.
Los pasajeros estaban en el comedor cuando hubo un repentino y fuerte golpe, que un tripulante (hablando en el intercomunicador) describe como "falla eléctrica". El auxiliar de cabina Deodato Ordona recordó que casi una hora antes de que la emergencia general fuera anunciada: "Les dijimos a los huéspedes que todo estaba bien y bajo control y tratamos de detener el pánico" a la vez un sobreviviente dijo: "El barco comenzó a temblar. El ruido –hubo pánico, como en una película, platos estrellándose contra el suelo, gente corriendo, gente rodando por las escaleras,". aquellos a bordo del barco dijeron que el barco repentinamente se escoró hacia babor. Más tarde se aconsejó a los pasajeros que se pusieran sus chalecos salvavidas. Cuando más tarde el barco gira, intentando ingresar al puerto, empezó a escorarse aproximadamente 20° a estribor, el cambio creó problemas para el lanzamiento de los botes salvavidas. El presidente de Costa Crociere, Gianni Onorato, dijo que la evacuación normal de los botes salvavidas se había vuelto "casi imposible" porque el barco se escoró muy rápido.
Al parecer pocos minutos después del impacto, el capitán fue advertido por el jefe de la sala de máquinas de que la ruptura que había producido en el casco se trataba de una brecha de 70 metros de largo.
Durante una conferencia de prensa dada el 15 de enero, los representantes de Costa Cruceros declararon: "Estamos realizando las investigaciones necesarias para saber qué salió mal a bordo del Costa Concordia. Mientras se realizan las investigaciones, datos preliminares indican que hubo reiterados errores humanos graves por parte del capitán del barco, Francesco Schettino, que repararon en graves consecuencias. La ruta seguida por el barco hizo que estuviera muy cerca de la costa, por lo que la decisión tomada por el capitán aparenta no haber seguido los procedimientos estándar de emergencia de Costa. Esto contrasta con testimonios dichos por el capitán y sus representantes. Hablando para la televisión local, el capitán del barco insistió en que las rocas contra las que había chocado el Concordia no estaban señaladas en los mapas marítimos. Pero el portavoz de los guardacostas locales, insistió en lo contrario. Un pescador local afirmó que las costas de la isla de Giglio son conocidas por sus fondos rocosos.

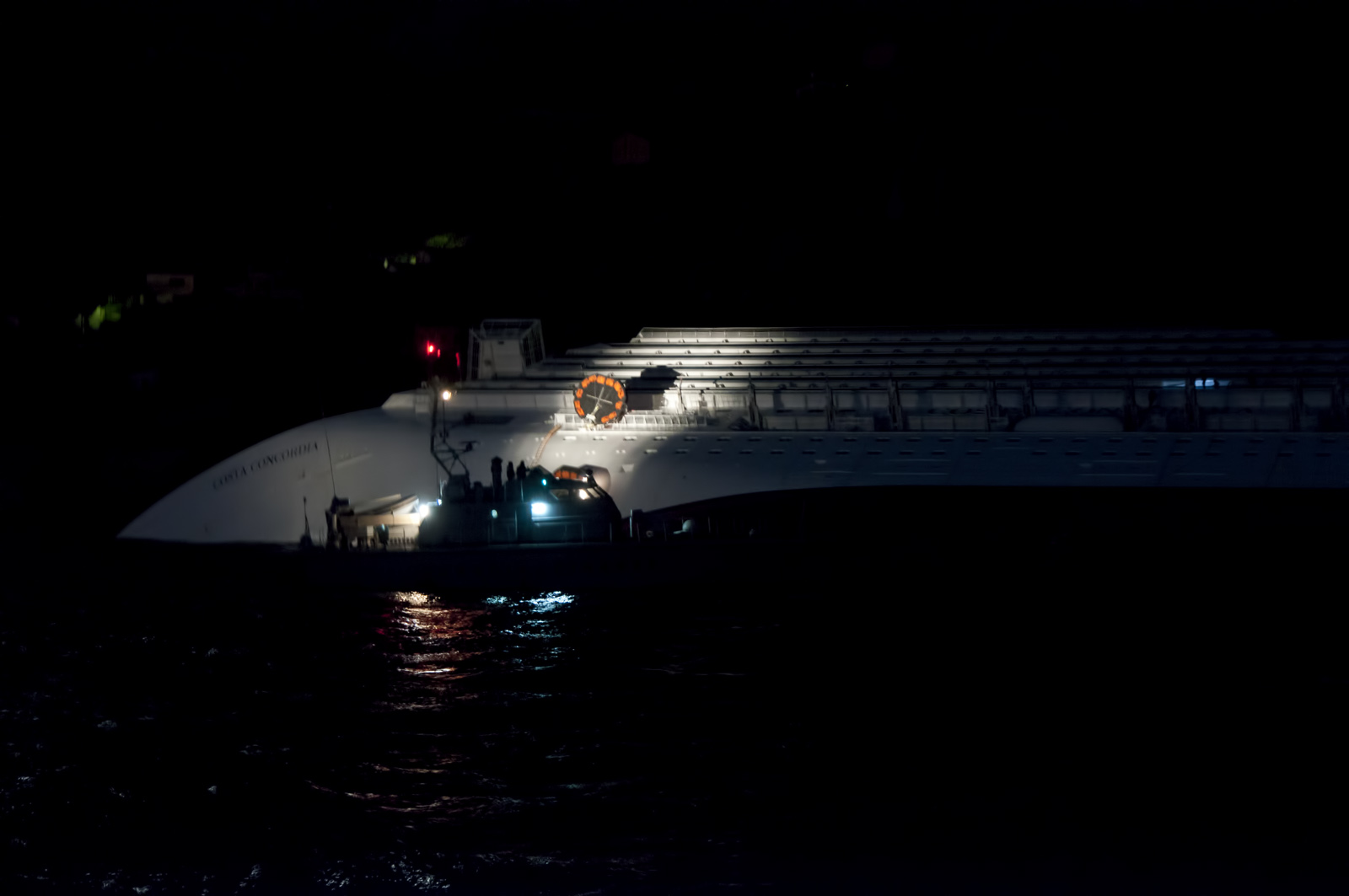
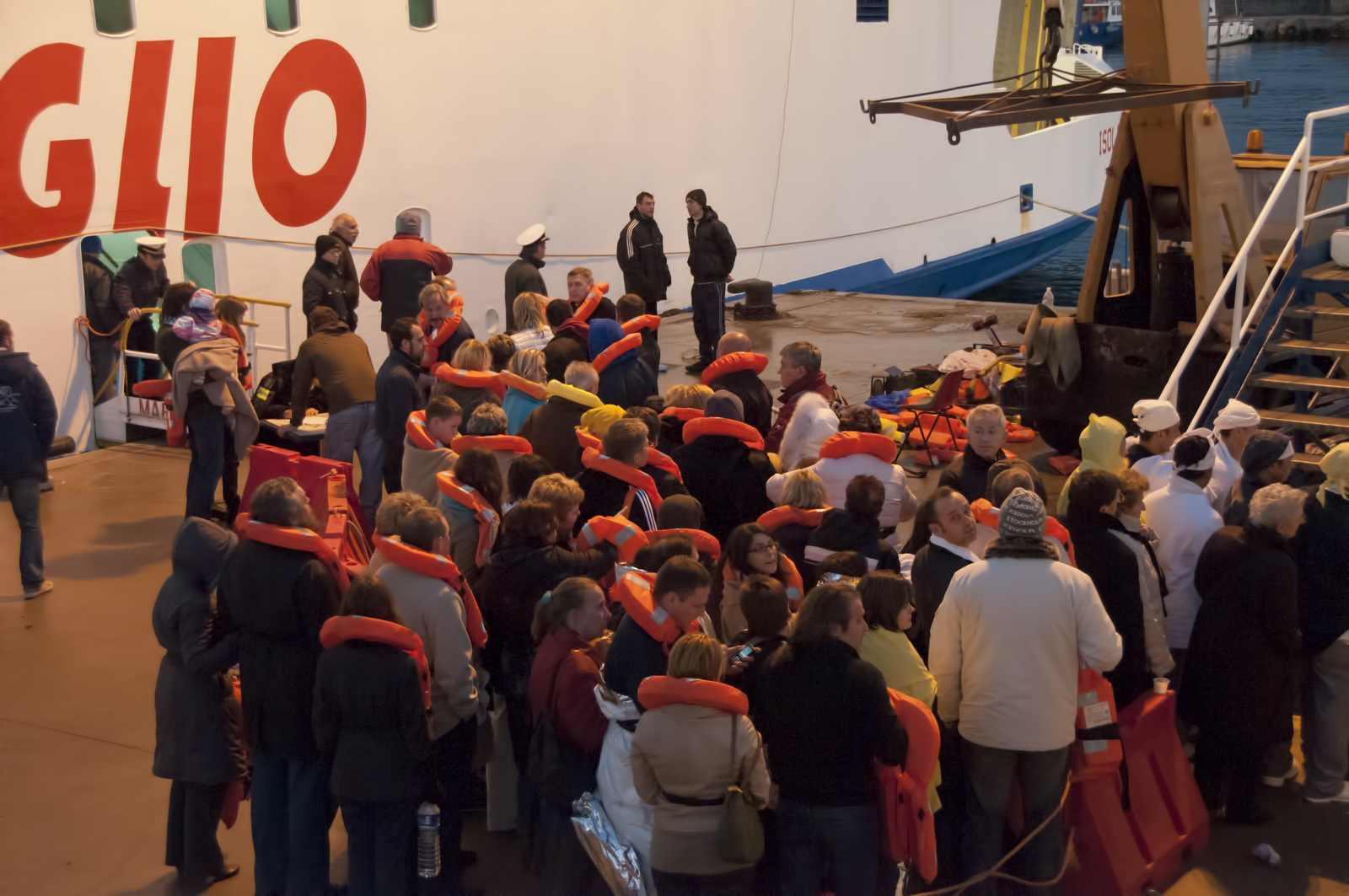
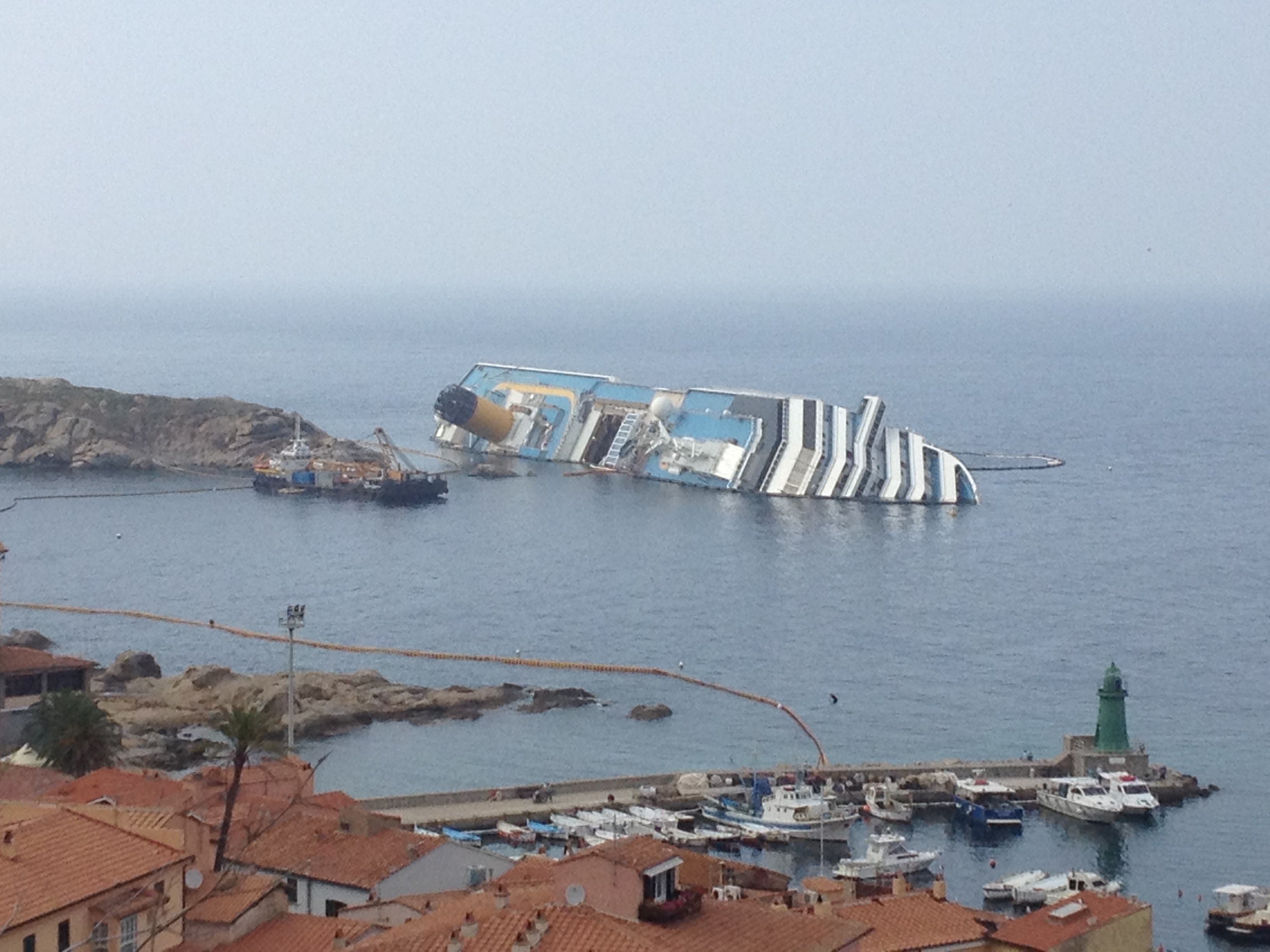
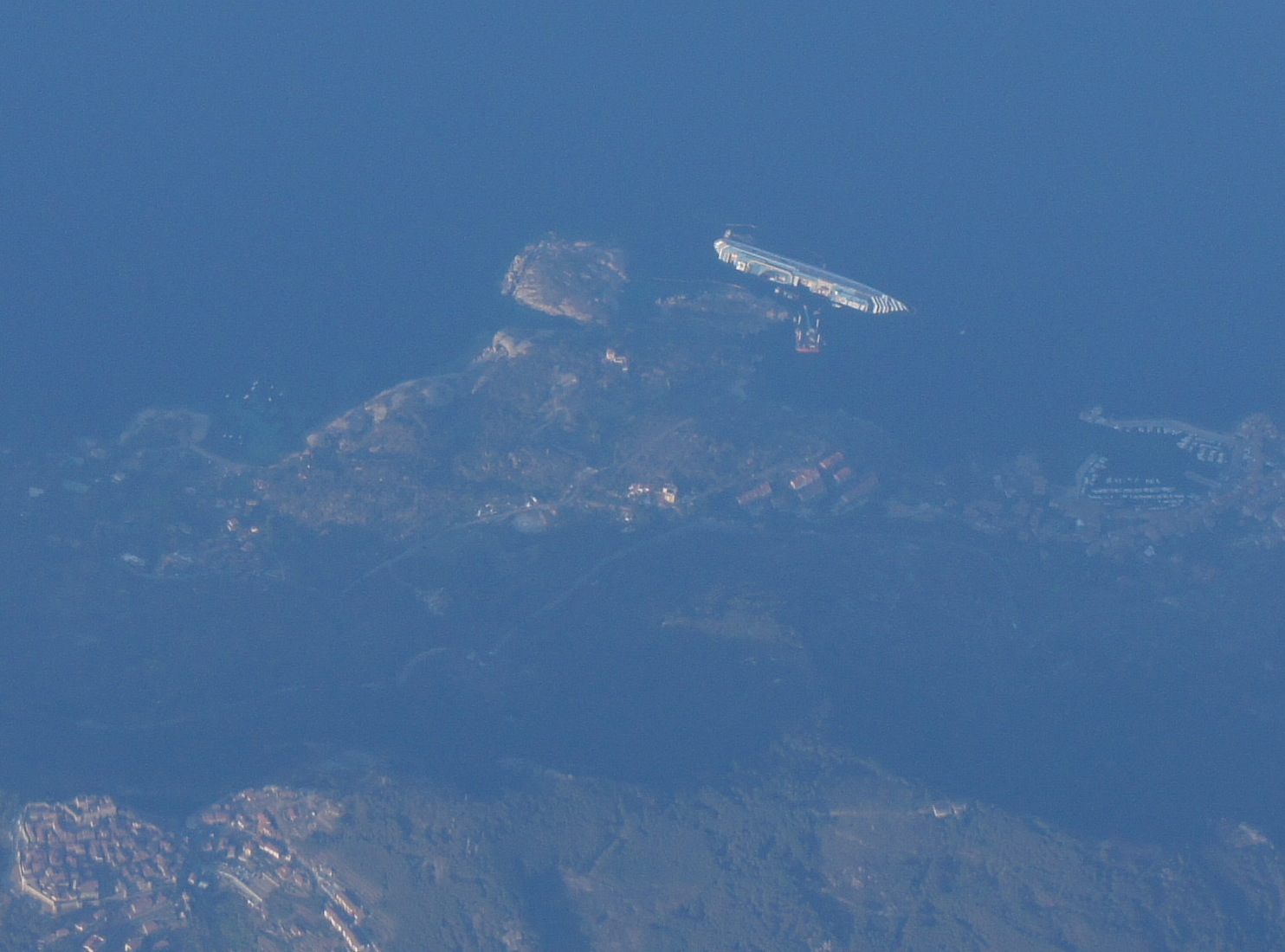
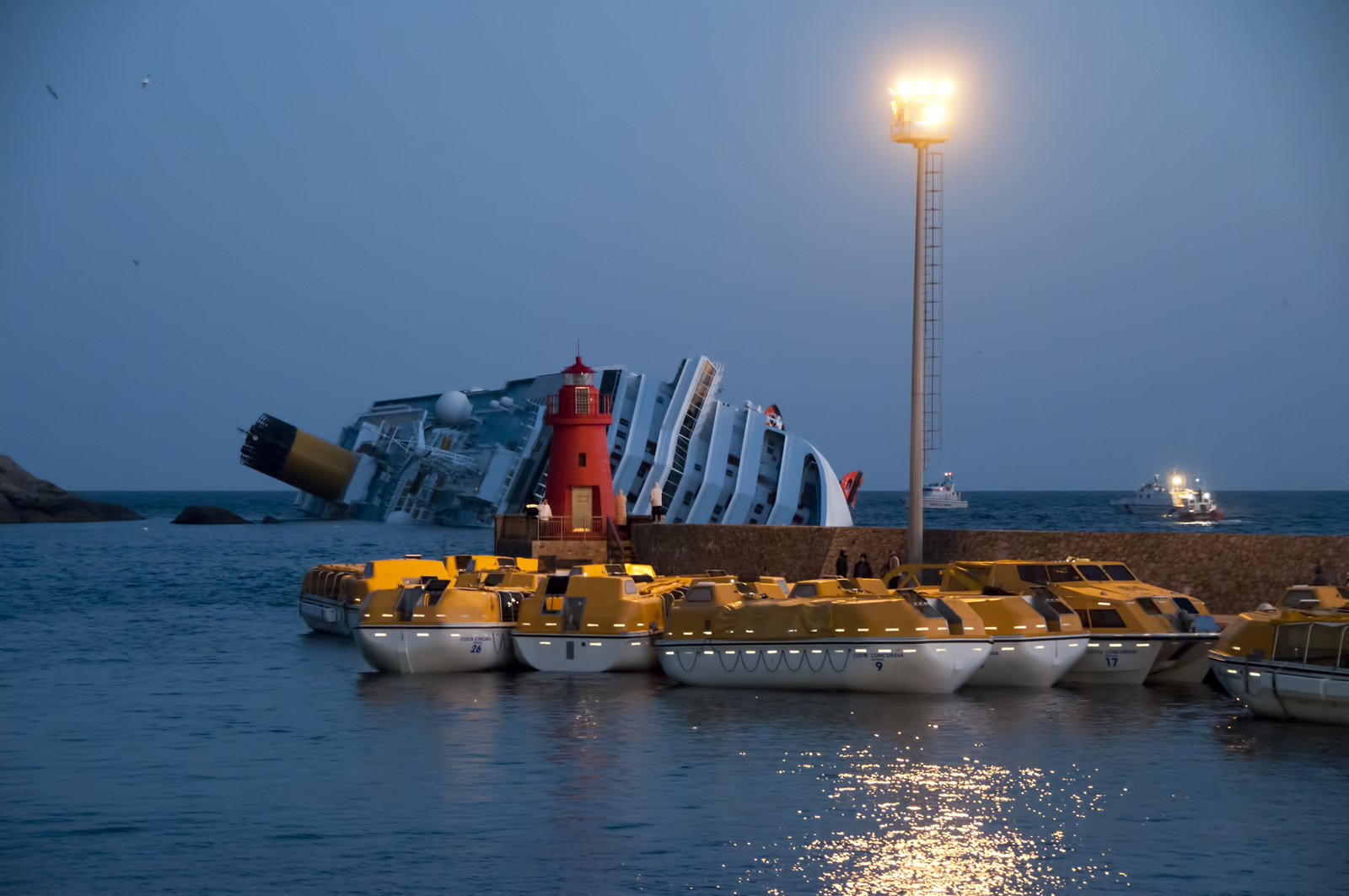

## Evacuación y esfuerzos de rescate

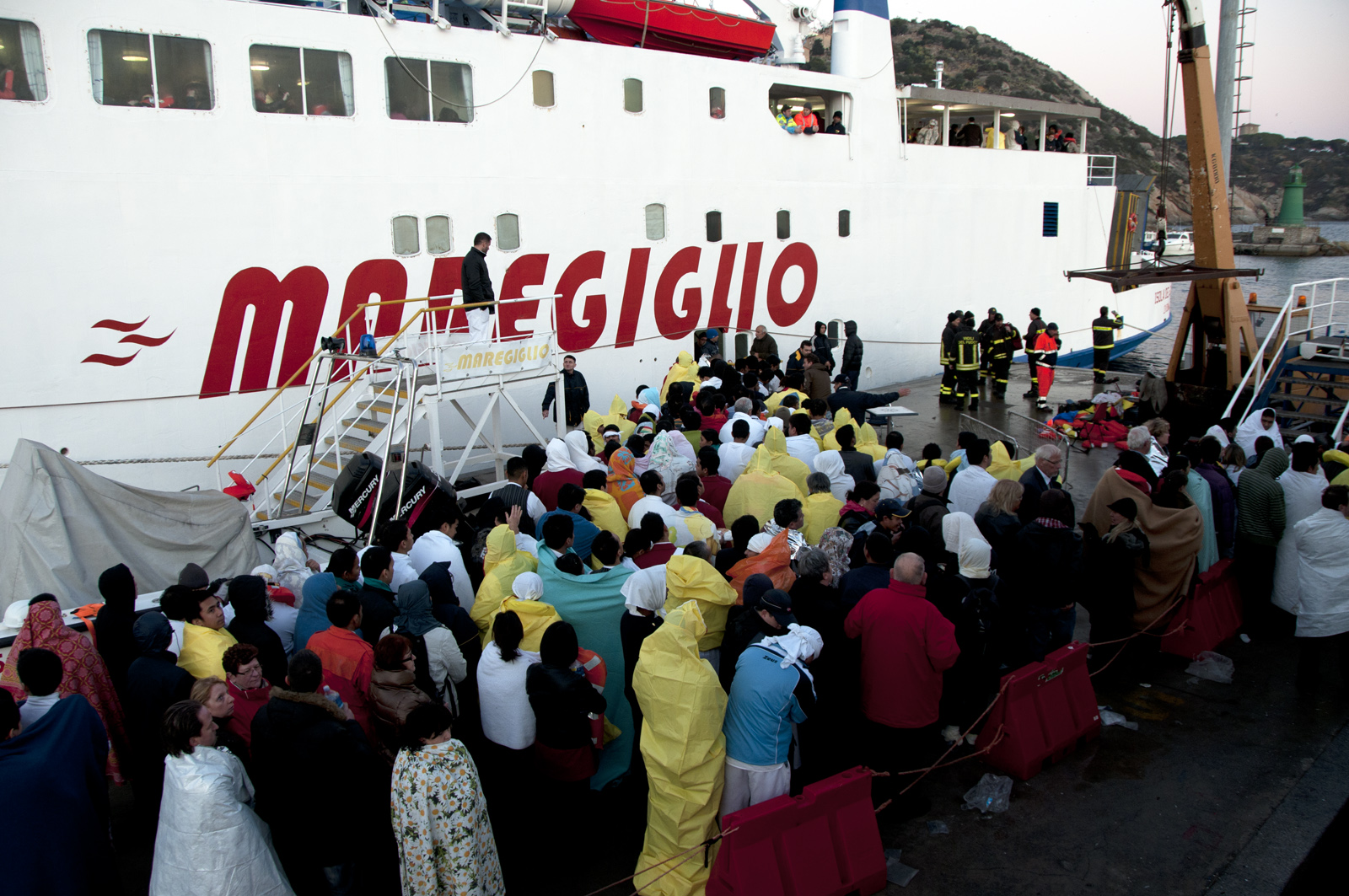
Pasajeros rescatados se reúnen en tierra.

Algunos pasajeros saltaron al agua, mientras que otros, preparados para evacuar el barco, se retrasaron hasta 45 minutos, ya que miembros de la tripulación se resistían a bajar los botes salvavidas de inmediato. Tres personas fueron reportadas como ahogadas después de saltar del barco, y otras siete estaban gravemente heridas. El jefe de los bomberos de la localidad, Ennio Aquilino, dijo que sus hombres sacaron a 100 personas del mar y salvaron alrededor de 60 personas más que estaban atrapadas en el barco." En posteriores reportajes, Gregorio De Falco, el comandante en tierra a cargo de dirigir las operaciones de rescate desde la capitanía de Livorno, aseguró que "El problema de esa evacuación fue que se perdió demasiado tiempo. 50 minutos en declarar la emergencia y otros 20 antes de declarar la evacuación. Si no hubiéramos tenido esa demora, los habríamos salvado a todos casi seguramente." 
Las primeras fotografías tomadas a luz del día mostraron el barco reclinado sobre su lado de estribor y medio sumergido, no muy lejos del puerto de Giglio. Cinco helicópteros de la Fuerza Aérea Italiana tomaron turnos para hacer rescates aéreos de sobrevivientes que aún permanecían en la nave y llevarlos a un sitio seguro.
El 14 de enero, mientras la acción de Schettino lo convertía en una figura mundial, unos buzos buscaron en las aguas hasta las 18:00 y se detuvieron por la noche. Buzos y bomberos prosiguieron con la búsqueda de sobrevivientes que podrían haber quedado atrapados, y rescataron con vida a una pareja de recién casados, Han Gi-Duk y Jung Hye-Jin de Corea del Sur atrapados en una cabina de dos pisos por encima de la línea de agua, y al tripulante italiano Manrico Giampedroni con una fractura en la pierna el domingo 15. Un buzo dijo que en el proceso de rescate podrían encontrar un camino dentro del barco y amarrar obstáculos tales como colchones, antes de hacer ruido para alertar a las personas atrapadas. El viento desplazaba al Concordia mientras este contaminaba el agua con sus pérdidas líquidas.
El 15 de enero de 2013 los municipios de Isla del Giglio y Monte Argentario fueron condecorados con el máximo galardón civil italiano, la Medalla de Oro al Mérito Civil concedida por el presidente de la República por el compromiso de los ciudadanos, administradores y las instituciones locales en el rescate de los sobrevivientes del buque Costa Concordia.

## Pasajeros y personal
Por nacionalidad, los pasajeros eran 989 italianos, 569 alemanes, 462 franceses, 177 españoles, 130 indios, 126–129 estadounidenses, 127 croatas, 108 rusos, 74 austriacos, 69 suizos, 47 brasileños, y por lo menos 34 neerlandeses; 26 ciudadanos chinos de la región administrativa especial de Hong Kong, 25 británicos, 21 australianos, 17–18 argentinos, 13 taiwaneses, 12 canadienses, 12 ciudadanos chinos de la China continental, 12 polacos, 11 húngaros, 11 portugueses, 11 dominicanos, 10 rumanos, 10 colombianos, 10 chilenos, 9 turcos, 8 búlgaros, 8 peruanos, 5 venezolanos, 4 israelíes, 4 daneses, 3 macedonios, 2 sudafricanos, 2 paraguayos, 2 finlandeses y 1 neozelandés. Había un número indeterminado de pasajeros provenientes de Corea del Sur, México, e Irlanda. Las nacionalidades de toda la tripulación a bordo no han sido enumeradas; algunos eran italianos (incluido el capitán), pero la mayoría eran indios, filipinos, y ceilaneses.
Además, 12 miembros de la tripulación eran británicos, 6 brasileños, y por lo menos dos peruanos y tres rusos.

## Reacciones

### Compañía
El presidente y director general del Grupo Carnival, Micky Arison, dijo: "En este momento, nuestra prioridad es la seguridad de nuestros pasajeros y nuestra tripulación. Estamos profundamente entristecidos por este trágico suceso y nuestros corazones están con todos los afectados por el encallamiento del Costa Concordia y especialmente con las familias y seres queridos de aquellos que perdieron la vida".
Costa Crociere declaró el 19 de enero que iba a "asegurarse de que los pasajeros habían regresado a sus hogares y de que se encontraban bien, y para confirmar que los mismos recibirían un rembolso por todos los gastos del crucero y materiales relacionados con el mismo".

### Medios de comunicación
El naufragio dominó los medios italianos los días posteriores al desastre, así como los del resto de la Unión Europea. Corriere della Sera sentenció que Italia le debía al mundo una "explicación convincente" sobre el naufragio y solicitó duras penas para aquellos que sean hallados responsables. Il Giornale dijo que el hundimiento fue un "desastre global para Italia". Il Messaggero indicó que existía "angustia por aquellos aún desaparecidos". La Repubblica llamó al evento "una noche de errores y mentiras". La Stampa criticó al capitán por no dar la alarma y negarse a volver a bordo del barco.
Algunos de los tripulantes afirmaban que la prioridad era salvar a las víctimas, y no el dinero que gastasen en ello. Dadas las circunstancias seguramente se abonará a los familiares de las víctimas una suma de dinero, aunque eso no tiene nada que ver en comparación con la pérdida de esos seres tan queridos.

## Consecuencias

### Bajas
El accidente produjo 32 víctimas mortales y otros varios de heridos. Más de 24 horas después del accidente, tres personas (dos pasajeros y un miembro de la tripulación) que estaban atrapados bajo la cubierta fueron rescatados.
La caja negra de la nave, que "registra los movimientos de la nave y las conversaciones entre la tripulación" también se recuperó.

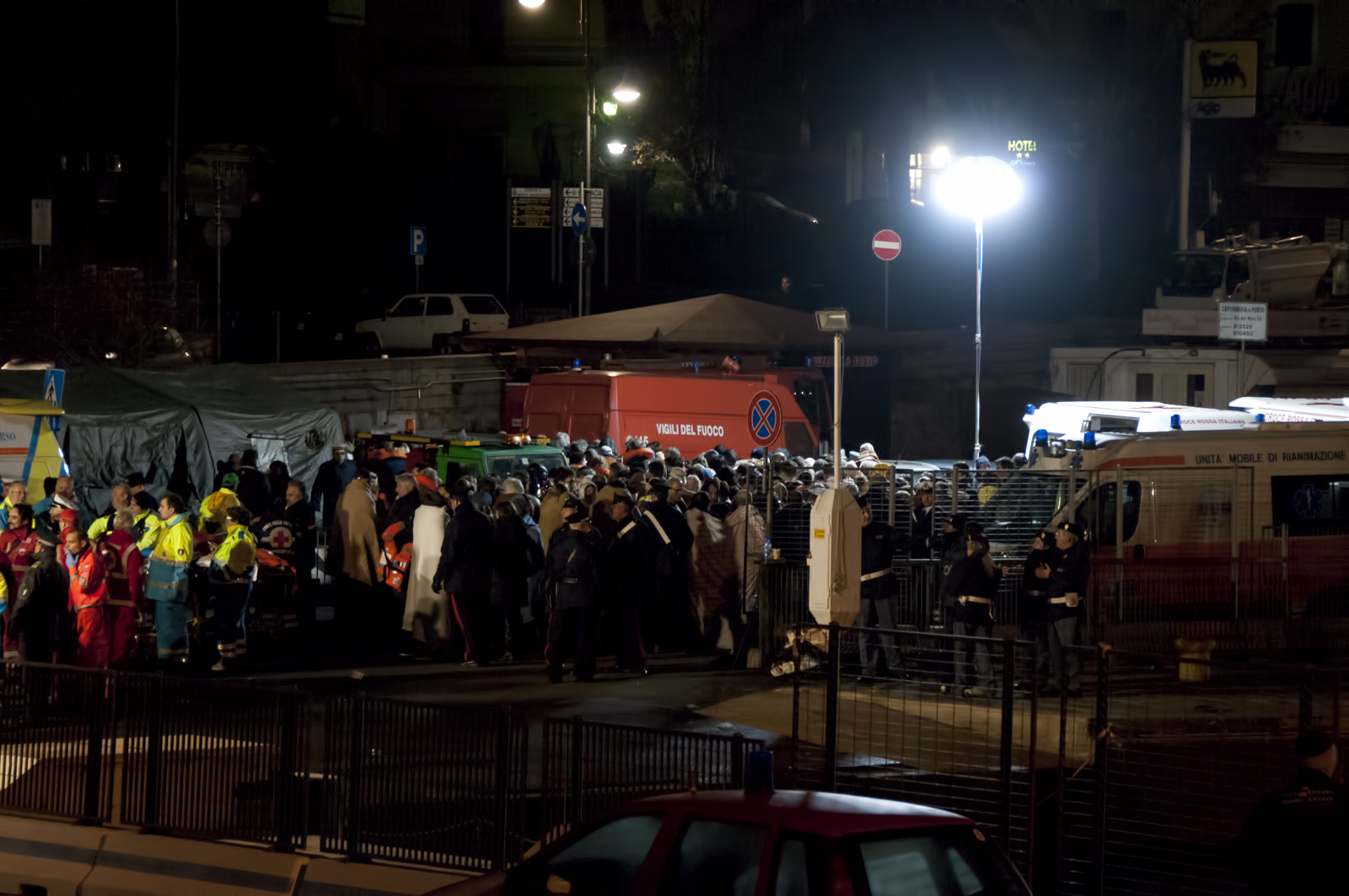
Pasajeros y tripulación refugiados en Porto Giglio, Isla del Giglio.

### Salvamento
Una vez que finalizó la búsqueda de sobrevivientes, la compañía holandesa de salvamentos Smit International retiró los 2.273.000 litros (500,000 galones) de combustible, tal como lo solicitó el propietario del barco y el asegurador. Smit se ofreció a retirar los restos del Costa Concordia. Un representante de Greenpeace advertia que las malas condiciones climáticas podrían haber causado un derrame provocado por la sacudida de las olas.
Carnival Corporation envió un comunicado a sus inversionistas afirmando que "el barco se espera que esté fuera de servicio durante el resto de nuestro año fiscal en curso, si no es que más". El 16 de enero, el presidente de Costa dijo que el barco pudiera ser puesto a flote por boyas inflables gigantes y luego remolcado. Sin embargo, lo llamó "uno de los rescates más difíciles en el mundo".

### Investigación
El capitán Francesco Schettino, quien trabajaba para la empresa Costa Cruises desde hace 11 años, y el primer oficial, Ciro Ambrosio, fueron arrestados bajo sospecha de homicidio involuntario y por abandonar el barco antes de que los pasajeros fueran evacuados. Ambos fueron interrogados el 14 de enero. Los oficiales trataron de determinar por qué el barco no emitió una señal de mayday y por qué navegaba muy cerca de la costa.
"Por el momento no se puede excluir que el barco haya sufrido algún problema de tipo técnico y por esta razón se trasladó hacia la costa con el fin de salvar a los pasajeros y a la tripulación. Pero no envió un mayday", dijo el oficial Emilio del Santo de las autoridades costeras de Livorno, "el barco estaba en contacto con nosotros una vez que los procedimientos de evacuación ya estaban en curso".
En julio, se había informado que el registrador de datos de la travesía (VDR por sus siglas en inglés) del Concordia no funcionaba correctamente. Costa Cruceros, pidió la reparación el día 11 de enero. El trabajo iba a realizarse el 14, cuando estaba previsto que llegara al puerto de Savona, algo permitido para los buques según la OMI.
En un correo electrónico enviado a la empresa de reparaciones, se presentó una queja de que la caja negra se rompió por “enésima vez”. Sin embargo, Costa Cruceros niega el hecho y aunque reconoce que había un "error de código" en la caja negra, asegura que eso no significa que el aparato no estuviese funcionando.
Ese mismo mes, se decidió retirar la medida cautelar de arresto domiciliario a Francesco Schettino.
Según informó el 5 de julio en un comunicado el abogado de Schettino, Bruno Leporatti, la jueza Valeria Montesarchio decidió sustituir la medida cautelar dictada por ella misma el 17 de enero por la obligación de permanecer sometiéndose a rutinarios controles en el municipio de su residencia, Meta di Sorrento (sur), del que podrá alejarse solo previa autorización judicial.
En 2014, los supervivientes han asegurado al Tribunal toscano de Grosseto que las órdenes dadas por los oficiales del buque a los pasajeros para que regresaran a sus camarotes fueron una sentencia de muerte para muchos, que quedaron atrapados por la crecida de las aguas cuando el barco se hundió. Además, han afirmado que ni siquiera la tripulación sabía qué hacer. El excapitán Schettino aseguró que la tripulación fue la responsable del naufragio del Concordia, porque nadie le había advertido de nada y que no se dio cuenta de la situación hasta que no vio la espuma del mar, señal de su proximidad a la costa.

### Condenas
Schettino fue condenado en primera instancia, en febrero de 2015, por homicidio involuntario, naufragio y abandono del barco a 16 años y un mes de prisión. Dos años más tarde, la justicia italiana confirmó en apelación la sentencia. La fiscalía había pedido entonces 27 años de cárcel mientras que la defensa del capitán, que ha mantenido siempre su inocencia, pidió la absolución. En mayo de 2017 el Tribunal Supremo de Italia confirmó de manera definitiva la pena de 16 años de prisión. La justicia italiana considera probado que el capitán del barco provocó el accidente, al ordenar el desvío de la ruta original y navegar demasiado cerca de la costa de la isla toscana del Giglio. Los otros cinco acusados --Ciro Ambrosio, segundo oficial en el puente de mandos; Silvia Coronica, también oficial; Jacob Rusli Bin, timonel; Marrico Gianpedroni, director del hotel; y Roberto Ferrarini, coordinador de la unidad de crisis del Costa Concordia-- pactaron con la fiscalía penas que van desde un año y ocho meses hasta dos años de prisión.

### Indemnización para víctimas lesionadas
El bufete neoyorquino Proner & Proner, en cabeza del abogado de lesiones personales Mitchell Proner, fue el encargado de representar a más de 800 víctimas del naufragio, incluyendo a pasajeros lesionados y familiares de las personas fallecidas. La demanda fue presentada en la corte estatal de la Florida contra Carnival Corporation & plc, la compañía dueña de Costa Cruceros. Antes de que el litigio llegara a los tribunales, la empresa y las víctimas lograron un acuerdo global confidencial que cubría gastos médicos, salarios perdidos y otros costos no económicos, como dolor y sufrimiento y daños psicológicos. 

### Pérdidas
Un corredor de valores italiano y expertos del sector dijeron que el barco era una pérdida total, con daños estimados en 500 millones de dólares o más. Costa Cruceros no se ha pronunciado sobre el destino de la nave hasta el momento. Las acciones del grupo Carnival, propietaria de la nave, en un principio se desplomaron en un 18% cuando abrió la Bolsa de Valores de Londres el 16 de enero después de una declaración del grupo de que el hundimiento de la nave podría llegar a costar hasta 95 millones de dólares (75 millones de euros, 62 millones de libras). La empresa más tarde aumentó el impacto financiero estimado en el año fiscal de 2012 para incluir una reducción en la utilidad neta de 85 millones a 95 millones de dólares; una compañía de seguros estima el deducible adicional de unos 40 millones y entre 30 y 40 millones más en "gastos de otro incidente relacionado".
La compañía ofreció una indemnización por persona de 14 000 euros (esa cifra comprende 11 000 euros de pérdida de equipaje y daños psicológicos, más 3000 euros para cubrir los gastos de los pasajes del propio crucero). En el caso de 22 turistas españoles un juez obligó a pagar unos 17.500 euros a cada uno tomando como referencia las indemnizaciones del naufragio del crucero Sea Diamond en el año 2007. Para aquellos que sufrieron daños físicos o en el caso de las víctimas mortales se llevarán a cabo negociaciones individuales.
Como curiosidad, ladrones submarinos invadieron los controles de seguridad láser que había en el Concordia y robaron la campana de la nave, todo un símbolo del crucero; fuentes judiciales revelaron que los ladrones se llevaron la campana (que se encontraba a ocho metros bajo el mar) en marzo. Investigadores sospechan que más de una persona habría participado en el robo de la pesada campana, que tenía grabado el nombre del buque y el año en que fue bautizado; en 2014 uno de los tanques de flotación ubicados en los flancos del Concordia para evacuarlo de Giglio se desprendió sin daños importantes.

### Impacto ambiental

Vista de perfil del naufragio con una barrera de boyas para evitar derrames de combustible.

Italia declaró el estado de emergencia cuando imágenes mostraron un líquido desconocido saliendo de la nave. Además, las malas condiciones meteorológicas pueden causar un derrame de petróleo de la nave, una barrera flotante se puso en marcha como medida de precaución. Los fuertes vientos de ese 1 de febrero levantaron la barrera protectora, dando paso a las aguas que rodean a una película aceitosa que se extendía desde la popa de la nave. El auge de la protección está siendo rediseñado para las condiciones climáticas. El 7 de febrero, Franco Gabrielli, director de la Protección Civil, dijo al Senado italiano que las aguas no son cristalinas, pero son parcialmente seguras; el ministro de Ambiente, Corrado Clini dijo al Parlamento de Italia que la cantidad de combustible diésel y aceite lubricante a bordo del Costa Concordia es sobre la carga de un petrolero pequeño. Clínicamente, dijo que cualquier fuga de petróleo puede ser altamente tóxico para la vida vegetal y animal.
La Isla del Giglio se encuentra dentro del Santuario Pelagos para mamíferos marinos del Mar Mediterráneo, una de las zonas especialmente protegidas por ser gran importancia para el Mediterráneo. Se trata de un destino de buceo popular, siendo el turismo su principal industria. Residentes de la isla están preocupados de que los restos del naufragio sean un desastre que aparten a los turistas, siendo una desactivación para economía de la isla. Un residente explicó que El daño ambiental es lo que se refiere a la mayoría de nosotros. Si el aceite se contamina la costa, estamos arruinados. Luigi Alcaro, jefe de emergencias marítimas para el Instituto italiano para la Protección Ambiental y la Investigación (Agencia del Ministerio de Medio Ambiente) declaró que en el peor caso, dejaría consecuencias por años y decenas de millones de euros en juego. El 9 de febrero, Costa Cruceros informó a los residentes de Giglio, que tendrá a mediados de marzo el plan para sacar la nave. También se comprometió a minimizar el daño a sus negocios de turismo, sin embargo, varios extranjeros van a ver al Concordia semihundido como atracción turística.
La estabilidad y la deformación del Concordia estuvo siendo monitoreado por imágenes de satélite e instrumentos basados en la superficie. A pesar de que el buque nunca ha estado en riesgo inmediato de caer de su posición de puesta a tierra a aguas más profundas, el ministro de Medio Ambiente, afirmó que El riesgo de un colapso es muy real... Cuanto más tiempo pasa, más débil se hace el casco. No podemos garantizar que no se ha visto comprometida ya. El 29 de enero, los científicos confirmaron que el buque se había movido 3,5 centímetros (1,4 pulgadas) más de su posición original. El 2 de febrero, la nave se desplazó 8 centímetros (3 pulgadas) más. Los fuertes vientos y las mareas altas provocaron la suspensión de las operaciones de recuperación y salvamento. El 16 de febrero, Gabrielli, confirmó que los datos registrados están ausente de las anomalías; otro informe se basa en mediciones de sonar y láser, y un vídeo de submarino indicaba que la nave podría colapsar en su parte central, ya que su peso no puede ser soportado entre el espolón de roca con apoyo a la proa y el espolón rocoso que apoya a la popa, y que esas rocas han comenzado desmoronarse.

## Adrizamiento y desguace

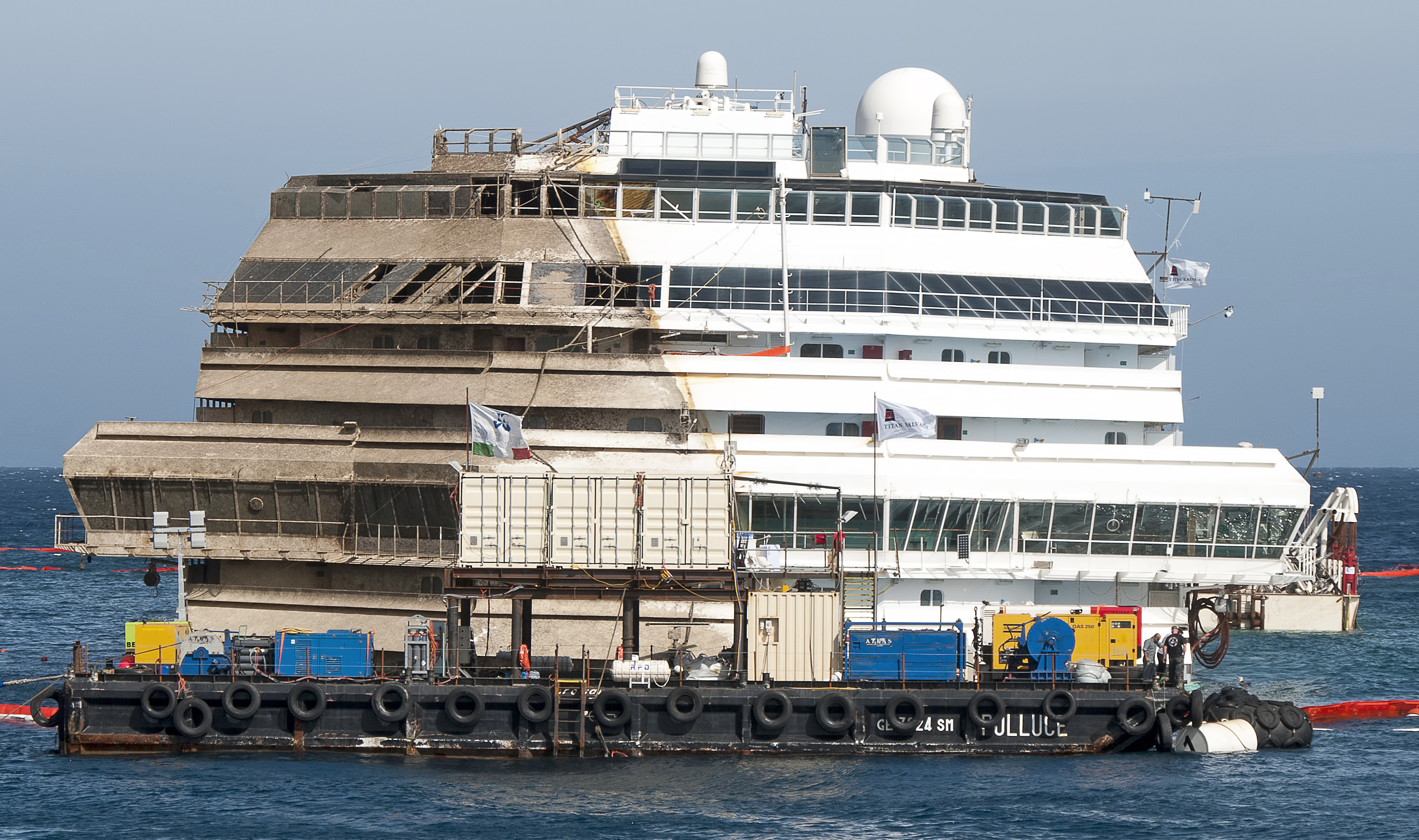
El Costa Concordia adrizado en septiembre de 2013. Se aprecia por el deterioro que parte del puente de mando estuvo sumergido.

El 17 de septiembre de 2013, a las 04:00 de la madrugada, después de 20 horas de trabajo, el Costa Concordia, con más de 17 pisos y 114.500 toneladas, recuperó su línea de flotación al ser apoyado sobre un fondo artificial construido a 30 metros de profundidad.
Se trató de una operación de rescate, inédita en la historia naval, tras varios meses de negociación, porque la agencia nacional de Protección Civil de Italia esperó a que las condiciones meteorológicas y marítimas fuesen favorables antes de dar su aprobación. Para sacar a flote la nave, se han utilizado cables y contrapesos. En tanto, para terminar de levantarle, se usaron tanques cargados de aire unidos a ambos lados del buque.
| Principios de adrizamiento y reflotamiento del Costa Concordia | Principios de adrizamiento y reflotamiento del Costa Concordia | Principios de adrizamiento y reflotamiento del Costa Concordia | Principios de adrizamiento y reflotamiento del Costa Concordia |
| --- | -------------------------------------------------------------- | -------------------------------------------------------------- | -------------------------------------------------------------- |
| |                                                                |                                                                |                                                                |
| 1 | 2                                                              | 3                                                              | 4                                                              |
| (1) Se retira el embudo (chimenea) y se construye una plataforma sumergida para sostener el buque. Se fijan estabilizadores (sponsons) de acero a babor y se llenan parcialmente de agua. (2) Los cables ponen el barco en posición vertical, ayudados por el peso del agua en los estabilizadores. (3) Los estabilizadores se fijan a estribor. (4) Se bombea agua de los estabilizadores para levantar el barco y remolcarlo. |                                                                |                                                                |                                                                |

En julio del 2014 llegó al puerto de Génova, donde comenzó un proceso de desmantelamiento que durará 22 meses, así como se solicitó tras el incendio del Costa Allegra en la propia nave.

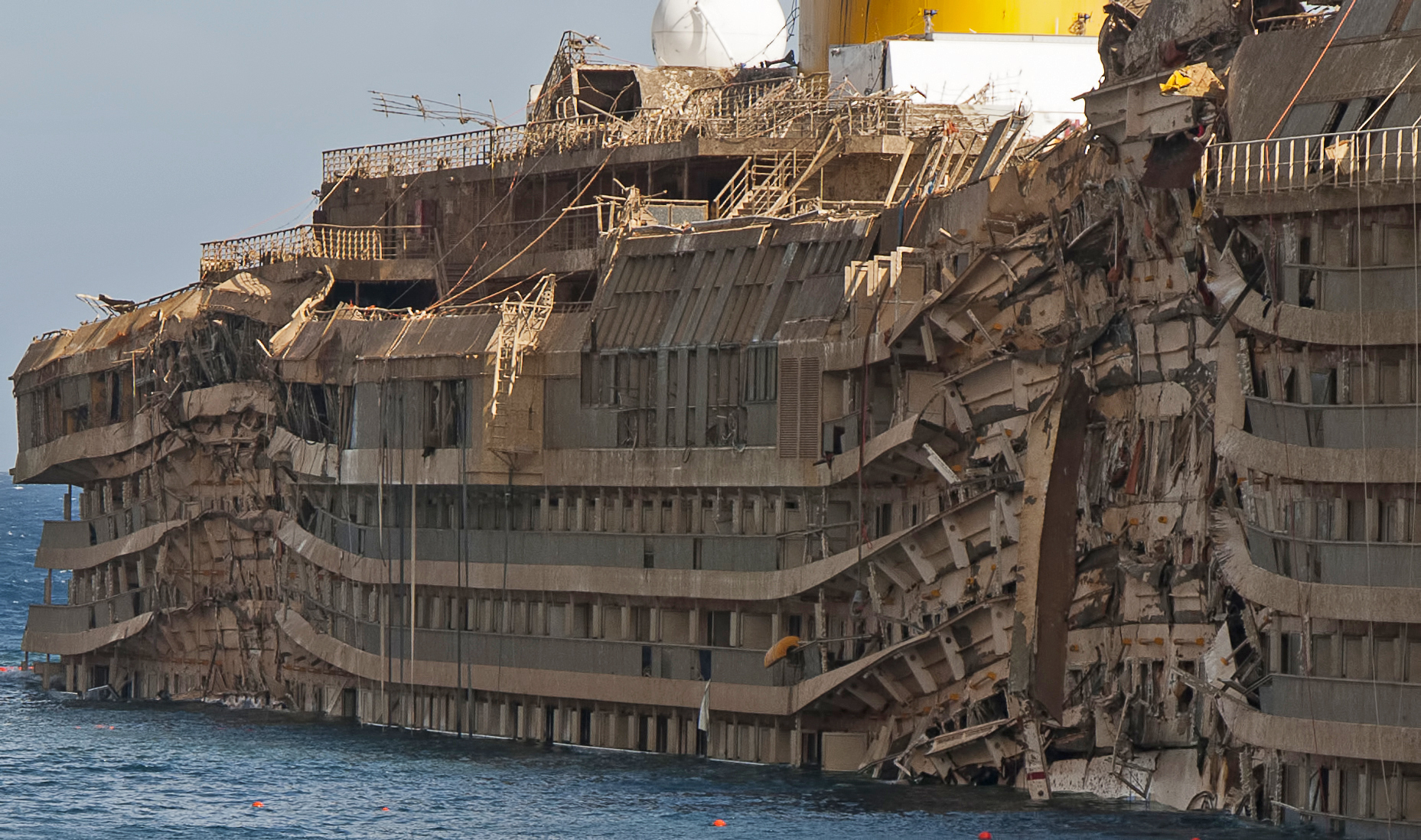
Estado de las cubiertas que estuvieron sumergidas tras el reflote.
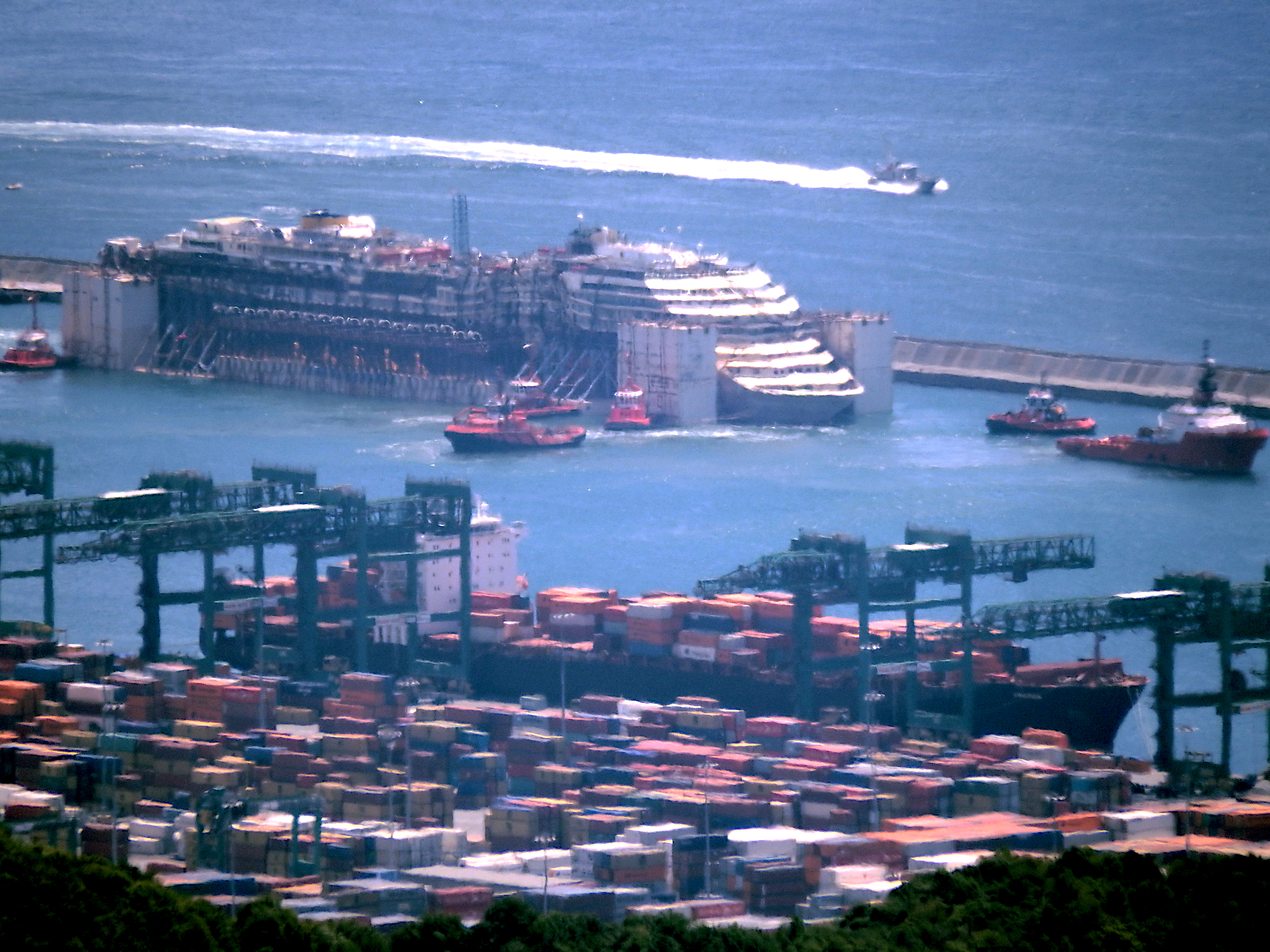
Conclusión de la operación de remolque del pecio del Costa Concordia, filmada desde Forte Geremia, el 27 de julio de 2014.
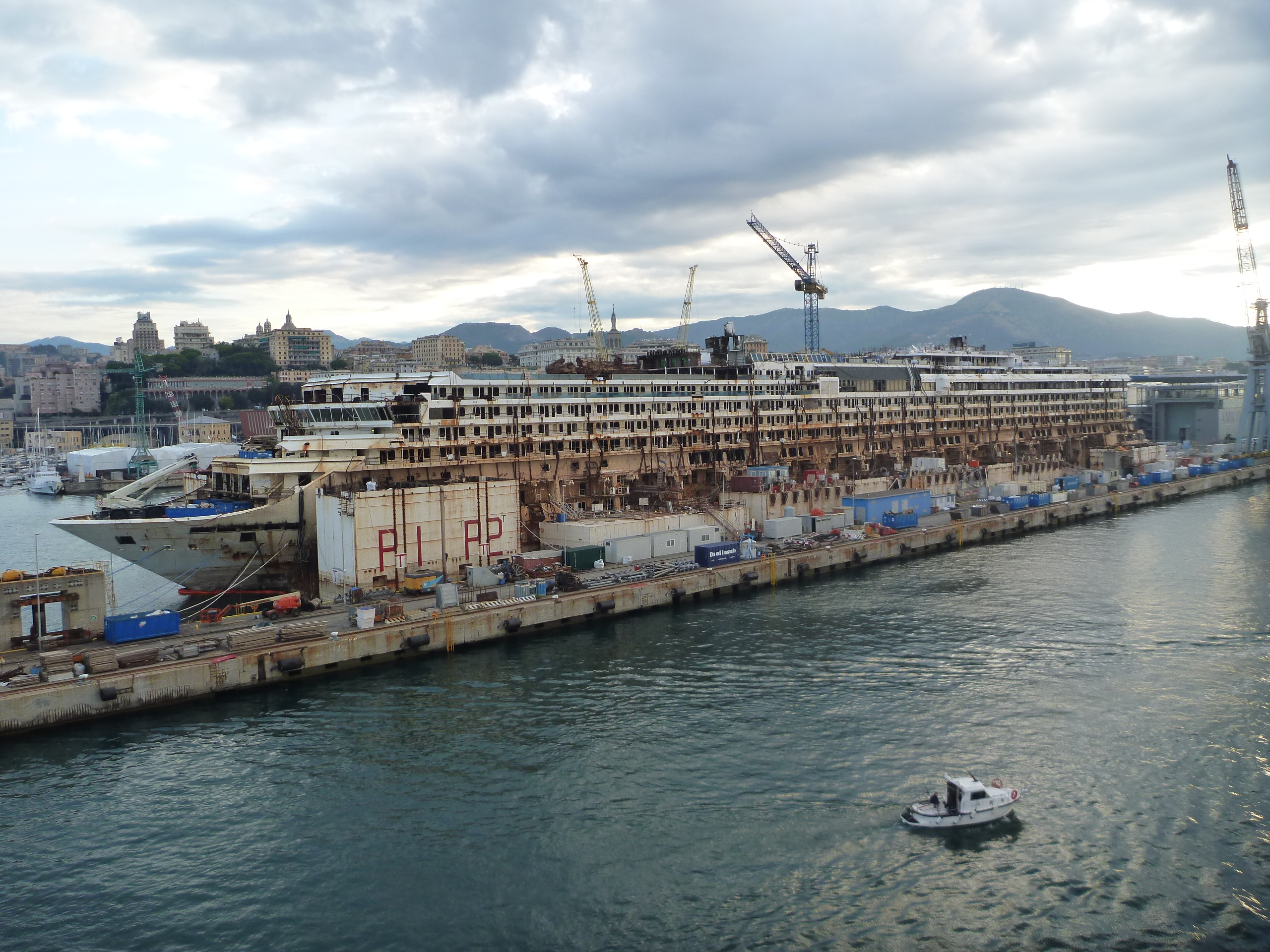
El Costa Concordia siendo desguazado el 12 de septiembre de 2015.
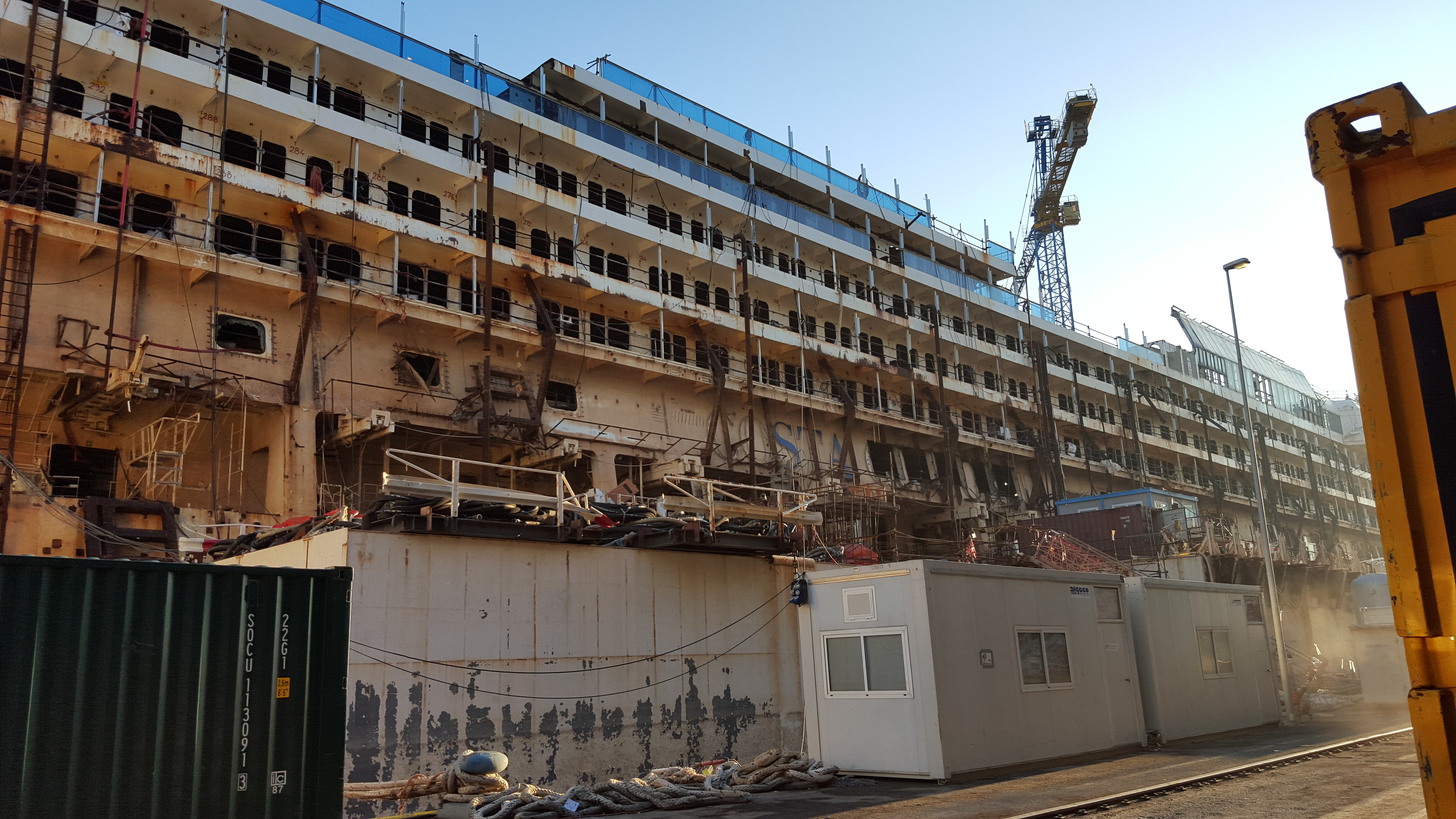
Desmantelando el  Costa Concordia, 8 de octubre de 2015